# 福爾斯敦 (喬治亞州)
福爾斯敦（英語：Fowlstown）是位於美國喬治亞州第開特縣的一個非建制地區。該地的面積和人口皆未知。

## 地理
福爾斯敦的座標為30°48′10″N 84°32′50″W / 30.80278°N 84.54722°W，而該地的平均海拔高度為89米（即292英尺）。